# Turysta Świętokrzyski

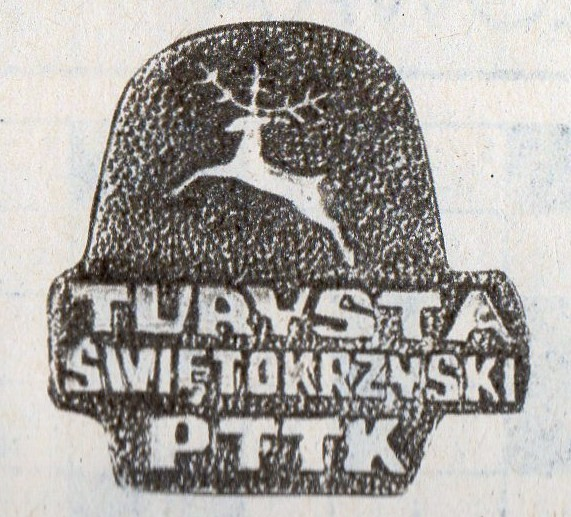
Wygląd odznaki

Turysta Świętokrzyski – polska regionalna odznaka turystyczna ustanowiona w 1983 przez Zarząd Oddziału Świętokrzyskiego PTTK w Kielcach z okazji 75-lecia działalności tego oddziału. Adresowana jest do turystów pieszych w wieku powyżej 12 lat, po spełnieniu wymagań regulaminowych.
Odznaka ma na celu propagowanie i popularyzację Kielc i okolic, tradycji historycznych Ziemi Świętokrzyskiej, jak również jej walorów krajoznawczych i turystycznych. Odznaka ma trzy stopnie: brązowy, srebrny i złoty.
Warunkiem zdobycia odznaki brązowej jest udział w dwóch wycieczkach (obowiązkowo należy zwiedzić Muzeum Narodowe w Kielcach, rezerwat przyrody Jaskinia Raj, a także przejść minimum 20 km głównego szlaku przez Łysogóry:  przełom Lubrzanki – Radostowa – Wymyślona – Święta Katarzyna – Łysica – Kakonin – przełęcz Hucka – Święty Krzyż – Trzcianka lub do Nowej Słupi  szlakiem niebieskim). Warunkiem zdobycia odznaki srebrnej jest udział w dziesięciu wycieczkach w regionie świętokrzyskim prowadzonych przez przewodnika lub udokumentowane wycieczki indywidualne. W trakcie tych wycieczek obowiązuje zwiedzanie Chęcin, Bodzentyna, Świętego Krzyża, Muzeum Starożytnego Hutnictwa Świętokrzyskiego w Nowej Słupi oraz przebycie 150 km wyznakowanych szlaków górskich i nizinnych. Warunkiem zdobycia odznaki złotej jest: zwiedzenie sześciu muzeów i sześciu rezerwatów przyrody, a także złożenie samodzielnego opisu krajoznawczego na temat świętokrzyskich atrakcji turystycznych.